# لیوود (کانزاس)
لیوود (به انگلیسی: Leawood) شهری در ایالت کانزاس کشور ایالات متحده آمریکا است که جمعیت آن در سرشماری سال ۲۰۱۰ میلادی، ۳۱٬۸۶۷ نفر بوده‌است.